# Machimus idiorrhythmicus
Machimus idiorrhythmicus är en tvåvingeart som först beskrevs av Emile Janssens 1960.  Machimus idiorrhythmicus ingår i släktet Machimus och familjen rovflugor. Inga underarter finns listade i Catalogue of Life.